# Sumitomo Heavy Industries
Sumitomo Heavy Industries, Ltd. (住友重機械工業株式会社 Sumitomo Jūkikai Kōgyō Kabushiki-gaisha) (SHI) (TYO: 6302
) er en japansk producent af industrimaskiner, automatvåben, skibe, broer og stålstrukturer. Desuden producerer de udstyr til miljøbeskyttelse, genanvendelse, elektricitet, plastik og lasere, med mere. Virksomheden er en del af Sumitomo.